# سینس
سینس (به فرانسوی: Ceignes) یک کمون در کشور فرانسه است که در canton of Izernore واقع شده‌است.

## خصوصیات
سینس ۱۰٫۰۱ کیلومترمربع مساحت و ۲۷۱ نفر جمعیت دارد و ۶۳۰ متر بالاتر از سطح دریا واقع شده‌است.